# Seiji Miyaguchi
Seiji Miyaguchi (宮口 精二 Miyaguchi Seiji?, n. 15 noiembrie 1913, Tokyo⁠(d), Tōkyō, Japonia – d. 12 aprilie 1985, Tokyo⁠(d), Tōkyō, Japonia) a fost un actor japonez de teatru, film și televiziune.

## Carieră
Seiji Miyaguchi a fost inițial un actor de teatru și a publicat chiar o revistă proprie de teatru. Cariera sa de actor de cinema a început în 1945, când Kurosawa l-a distribuit în filmul Sanshiro Sugata Part II. Până la Cei șapte samurai (1954) a obținut doar roluri minore.
La începutul carierei sale a colaborat cu Akira Kurosawa, iar acesta l-a distribuit în filme celebre precum Ikiru (1951, în rolul bossului yakuza), Cei șapte samurai (1954, în rolul samuraiului Kyūzō, maestrul spadasin) și Tronul însângerat (1957). Rolul său cel mai cunoscut, samuraiul Kyūzō, fusese destinat inițial lui Toshiro Mifune, dar Kurosawa l-a redistribuit pe acesta din urmă în rolul excentricului Kikuchiyo, iar Miyaguchi i-a luat locul. Pentru interpretarea acestui rol Miyaguchi a obținut premiul Mainichi pentru cel mai bun actor secundar. Cu prilejul unui interviu, actorul a afirmat: „Omul care m-a făcut actor este Kurosawa. Când m-a distribuit în rolul unui spadasin în Cei șapte samurai nu puteam nici să țin în mână o sabie, darmite să o și folosesc. [...] El a fost cel, știu acum, care a creat această interpretare a mea. Cu o îndemânare pură a știut cumva să scoată ce era mai bun în mine”.
În perioada următoare Miyaguchi a apărut în mai multe filme importante precum The Ballad of Narayama (1958), Kwaidan (1964), Pale Flower (1964) sau Rengô kantai shirei chôkan: Yamamoto Isoroku (1968). Aspectul său fizic descărnat și fața sa scofâlcită i-au permis să interpreteze roluri de gangsteri și de funcționari severi. Cu toate acestea, el nu a obținut decât roluri secundare. Acest lucru s-a datorat în mod ciudat, potrivit lui Stuart Galbraith IV, asemănării sale fizice cu mai celebrul actor Yūnosuke Itō, care a obținut roluri ce i s-ar fi potrivit lui Miyaguchi.
Rolul lui Miyaguchi a fost ridicat în anii 1970 și 1980 la rangul unui rol cult, de care au profitat unii cineaști precum Yoji Yamada care l-a distribuit în câteva comedii „Tora-san”. Miyaguchi, Yoshio Inaba și Mifune au fost reuniți în filmul american de acțiune The Challenge (1982), regizat de John Frankenheimer. Cei trei interpreți ai samurailor (Mifune, Inaba și Miyaguchi) apăreau în același cadru, dar Mifune era singurul care avea un rol consistent, ceilalți doi având roluri mai mult de figuranți. La acea vreme, Inaba și Miyaguchi aveau puține oferte de a apărea în filme.
În cursul carierei sale (1945-1985), Seiji Miyaguchi a apărut în aproape 80 de filme.

## Moartea
Miyaguchi a murit la vârsta de 71 de ani din cauza cancerului pulmonar.

## Filmografie selectivă
- 1945: Sanshiro Sugata Part II - Kohei Tsuzaki[13]
- 1946: Urashima Tarô no kôei
- 1947: Sanbon yubi no otoko
- 1951: Zen-ma - redactorul șef
- 1951: Early Summer - Nishiwaki
- 1951: Umi no hanabi - Gunzô Ishiguro
- 1951: Inochi uruwashi - Oshima
- 1952: Ikiru - bossul Yakuza
- 1953: The Last Embrace - gangster
- 1953: Senkan Yamato
- 1953: An Inlet of Muddy Water - Gen Shichi (povestea 3)
- 1954: Cei șapte samurai - samuraiul Kyūzō, maestrul spadasin[14]
- 1954: Taiyo no nai machi
- 1955: Izumi e no michi
- 1956: Kyatsu o nigasuna
- 1956: Flowing
- 1956: Ankokugai[15]
- 1956: Shokei no heya - Hanya, tatăl lui Katsumi
- 1956: Onibi
- 1956: Aru onna no baai - Tomoki Hisamoto
- 1956: Nagareru - unchiul lui Namie
- 1957: Tronul însângerat - samurai fantomă[16]
- 1957: Tokyo Twilight - polițist
- 1957: Aruse
- 1957: Nikui mono
- 1957: Yoru no chô - client
- 1957: Kiken na eiyu
- 1957: Jun'ai monogatari - judecătorul
- 1957: Kuroi kawa - Kin
- 1958: Harikomi - Yuji Shimooka, inspectorul de poliție
- 1958: Kuroi kafun - Kitaga
- 1958: Omul cu ricșa - maestrul de scrimă de la poliția din Wakamatsu[17]
- 1958: The Ballad of Narayama - Mata-yan
- 1958: Ryu ni makasero
- 1958: Nemuri Kyôshirô burai hikae: Maken jigoku - Senjuro Takebe
- 1959: The Human Condition - Kyôritsu Ô
- 1959: Saikô shukun fujin - Rintaro Nonomiya
- 1959: Kiku to Isamu - doctorul
- 1959: Farewell to Spring - tatăl lui Akira
- 1959: Aruhi watashi wa - Masao Shiroyama
- 1959: Mikkai
- 1959: Jôen - Ôshû Mitani
- 1960: Banana
- 1960: Bokutô kitan - Yoshizo
- 1960: The Bad Sleep Well - procurorul Okakura
- 1960: 'Minagoroshi no uta' yori kenjû-yo saraba! - Takahashi
- 1961: Onnamai - prof. Nunokawa
- 1961: Miyamoto Musashi - meșterul de obiecte din bambus Kisuke
- 1961: Aitsu to watashi - Kokichi, tatăl lui Saburo
- 1961: Kuroi gashû dainibu: Kanryû
- 1962: Karami-ai
- 1962: The Outcast - instructorul
- 1962: Miyamoto Musashi: Showdown at Hannyazaka Heights - meșterul de obiecte din bambus Kisuke
- 1962: Gekkyû dorobo
- 1963: Attack Squadron!
- 1963: Koto - Takichiro Sada
- 1963: Mushukunin-betsuchô - Usuke
- 1963: Subarashii akujo
- 1963: Alibi - Asakichi Sagawa
- 1963: Mashiroki Fuji no ne - Shûhei Isomura
- 1963: Gobanchô yûgirirô - Sanzaemon
- 1963: Mother - doctorul
- 1963: Hikaru umi - Seiji Tajima
- 1964: Kaze no bushi
- 1964: Pale Flower - conducătorul bandei
- 1964: Nihiki no mesu inu - detectivul Tasaka
- 1964: Samurai from Nowhere - Tatewaki Komuro
- 1964: Unholy Desire - Genji Miyata
- 1964: Hadaka no jûyaku - Heikichi Hamanaka
- 1964: Akujo - Daizo Suzuki
- 1964: Ai to shi o mitsumete
- 1964: Kuruwa sodachi - Tsukada
- 1964: Kwaidan - bătrânul (segmentul „Chawan no naka”)
- 1964: Kenji Kirishima Saburô - Masayuki Mori
- 1965: Gulliver's Travels Beyond the Moon - prof. Gulliver (voce)
- 1965: Miseinen - Zoku cupola no aru machi - Tatsugorô Ishiguro
- 1965: Samurai Spy - Jinnai-Kazutaka Horikawa
- 1966: Panchi yarô - tatăl lui Wada
- 1967: Taifû to zakuro - Naokichi Kuwata
- 1967: Chikumagawa zesshô
- 1967: Japan's Longest Day - ministrul de externe Shigenori Tōgō[18]
- 1968: Shachô hanjôki
- 1968: Zoku shacho hanjôki
- 1968: Rio no wakadaishô
- 1968: Rengô kantai shirei chôkan: Yamamoto Isoroku - Ito[19]
- 1968: Aniki no koibito - Ginsaku Kitagawa
- 1970: The Militarists' - ministrul de externe Shigenori Togo
- 1971: To Love Again - tatăl lui Miya
- 1972: Tora-san's Dear Old Home - tatăl lui Utako
- 1974: The Fossil - Sunami
- 1974: Tora-san's Lovesick - tatăl lui Utako
- 1975: Aoi sanmyaku
- 1977: Melodiile nopții albe
- 1980: Tobe ikarosu no tsubasa - Miwa
- 1980: Shōgun (miniserial TV) - Muraji
- 1982: The Challenge - bătrânul[20]
- 1982: Maboroshi no mizuumi - Yoshikane Nagao
- 1983: Hakujasho - Jikan
- 1984: Ningyo densetsu - Tatsuo
- 1984: Farewell to the Ark - bătrânul
- 1986: Oedipus no yaiba - Yoshiyama (ultimul rol în film)

## Seriale de televiziune (selecție)
- 1972: Shin Heike Monogatari - Fujiwara no Shunzei
- 1976: Kaze to Kumo to Niji to - Musashi no Takeshiba
- 1983: Tokugawa Ieyasu - Torii Tadayoshi

## Premii și onoruri
- 1954: Premiul Mainichi pentru cel mai bun actor în rol secundar pentru interpretarea sa din Cei șapte samurai[21]
- 1983: Medalia de Onoare a Japoniei cu panglică violetă

## Legături externe
- Seiji Miyaguchi la Internet Movie Database
- Seiji Miyaguchi pe Japanese Movie Database
- Seiji Miyaguchi Pagina de Facebook a fanilor lui Seiji Miyaguchi